# Joseph Reinach

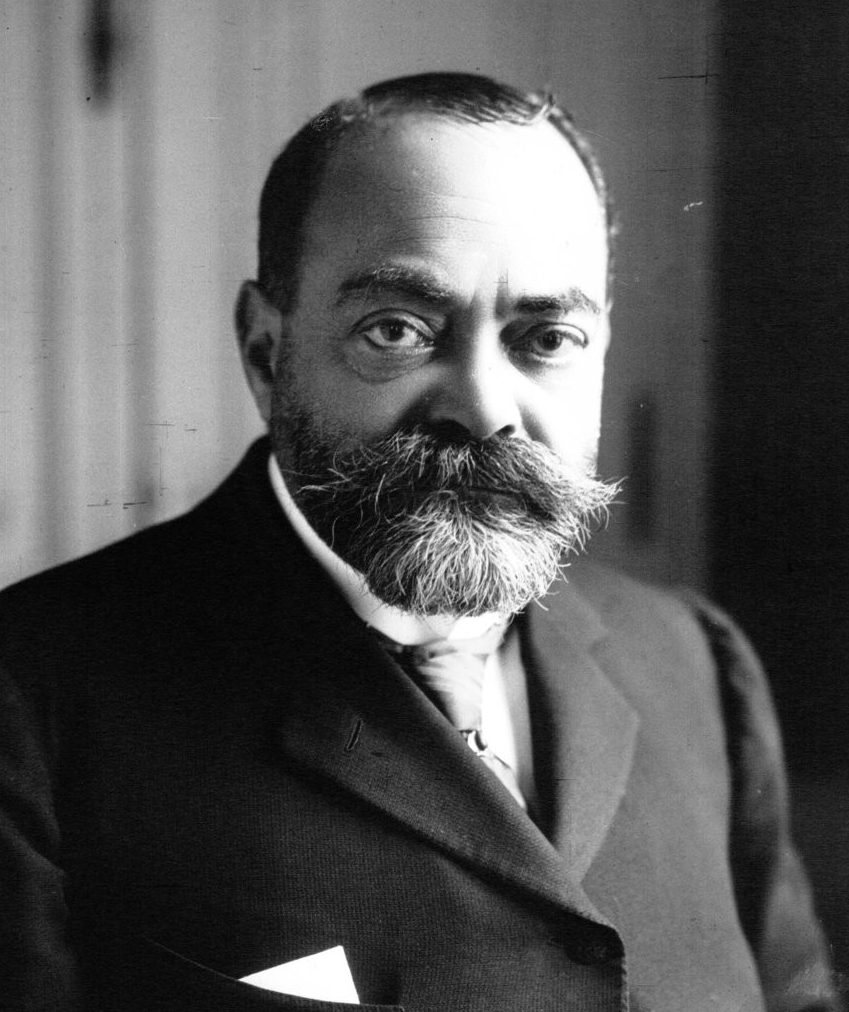
Joseph Reinach (1912)

Joseph Reinach (* 30. September 1856 in Paris; † 18. April 1921 in Paris) war ein französischer Politiker, Schriftsteller und Journalist, der vor allem durch sein Engagement in der Dreyfus-Affäre bekannt wurde. Von 1889 bis 1898 und von 1906 bis 1914 war er Abgeordneter in der Nationalversammlung, wo er in der republikanischen Fraktion Union démocratique bzw. Gauche démocratique saß.

## Leben

### Familie
Joseph Reinach entstammte der jüdisch-deutschen Bankiersfamilie Reinach, beanspruchte später jedoch laut Pierre Vidal-Naquet eine Schweizer Herkunft. Salomon und Théodore Reinach waren seine jüngeren Brüder; Jacques de Reinach (alias Jacques, 2. Baron Reinach) sein Schwiegervater. Sein Sohn Adolphe war der Schwiegersohn von Mathieu, dem älteren Bruder von Alfred Dreyfus. Adolphe fiel kurz nach Beginn des Ersten Weltkriegs in den Ardennen.

### Ausbildung und Karriere
Reinach besuchte das Lycée Condorcet und schrieb sich danach in der juristischen Fakultät ein. Er wurde Rechtsanwalt und 1877 in die Pariser Anwaltskammer aufgenommen.
Seine journalistischen Arbeiten erregten die Aufmerksamkeit Léon Gambettas, der ihn zu seiner Zeitung La République française holte. Nach Gambettas Tod leitete Reinach die Zeitung. Im Kabinett Gambetta bekleidete er die Funktion eines Chefsekretärs. Parteipolitisch schloss er sich in dieser Zeit den Républicains modérés an. Er war ein Gegner General Boulangers. Von 1889 bis 1898 und von 1906 bis 1914 war er Deputierter des Départements Alpes-Basses. Von 1919 bis zu seinem Tod war er Bürgermeister der Stadt Digne-les-Bains.
Reinach wurde 1886 zum Chevalier der Ehrenlegion ernannt.

### Dreyfus-Affäre
Reinach trat bereits 1894 als Verteidiger der Rechte Dreyfus’ in der Öffentlichkeit auf, indem er den Staatspräsidenten Casimir-Perier aufforderte, die Verhandlung vor dem Kriegsgericht öffentlich zu führen. Als er in der Zeitung Le Siècle die Fälschungen Oberst Henrys anprangerte, wurde er von dessen Witwe verklagt. 1897 betrieb er gemeinsam mit Auguste Scheurer-Kestner die Revision des Verfahrens. Demselben Zweck diente die Französische Liga für Menschenrechte, an deren Gründung Reinach 1898 beteiligt war. Während seines gesamten restlichen Lebens wurde er deshalb von Antisemiten angegriffen.

### Werk
Seine monumentale Histoire de l’Affaire Dreyfus, die 1901 erschien und sieben Bände umfasst, verfasste er nach der Rehabilitierung von Dreyfus.
Neben diesem Standardwerk über die Dreyfus-Affäre veröffentlichte Reinach eine Vielzahl von politischen und historischen Werken. Er hinterließ auch Material über Gambetta, darunter dessen Reden, und über den Ersten Weltkrieg.

## Ehrungen
- In Digne-les-Bains ist eine Schule nach Joseph Reinach benannt.

## Auswahl von Schriften
- Léon Gambetta, Alcan, 1884
- Le ministère Gambetta, histoire et doctrine, Charpentier, 1884
- Le ministère Clemenceau, 1885
- L’Affaire Dreyfus. Une conscience politique, le lieutenant-colonel Picquart, Stock, 1898
  - Neuauflage Hachette Livre 2013, ISBN 978-2-01-338026-3
- L’Affaire Dreyfus. Tout le crime, 1900
  - Neuauflage Hachettes Livre 2012, ISBN 978-2-01-267586-5
- Histoire de l’Affaire Dreyfus, 1901
  - Neuauflage Éditions Bouquins 2007, ISBN 2-221-10471-4 (Band 1) und ISBN 2-221-10472-2 (Band 2)
- La Vie politique de Léon Gambetta. Félix Alcan, 1918
  - Neuauflage Hachette Livre 2014, ISBN 978-2-01-346981-4